# Струминский, Василий Яковлевич
Васи́лий Я́ковлевич Струми́нский (13 января 1880 года, село Кошаринцы, Могилёвский уезд, Каменец-Подольская губерния, Российская империя, ныне Винницкая область, Украина — 18 июля 1967 года, Москва, СССР) — советский педагог и историк педагогики, член-корреспондент АПН РСФСР (1945), доктор педагогических наук (1961), профессор (1926).
Отец советского учёного в области аэродинамики Владимира Струминского (1914—1998).

## Биография
Родился 1 (13) января 1880 года в с. Кошаринцы Могилевского уезда Каменец-Подольской губернии, ныне Винницкой области Украины, в семье псаломщика.
Окончил историческое отделение Московской духовной академии (1903).
Преподавал в Перми — в духовной семинарии и женской гимназии. В мае 1906 года перешел на службу в Пермский губернский статистический комитет. Был членом Губернской ученой архивной комиссии
Затем переехал в Оренбург и преподавал (с 1907 года) — в духовной семинарии, Учительском институте, Институте народного образования (в 1919—1926 годах — директор).
С 1926 года работал в Казани в Восточном педагогическом институте.
В 1920-х годах Струминский разрабатывал проблемы теории и практики единой трудовой школы второй ступени.
Был председателем инициативной комиссии губисполкома по созданию и открытию в Оренбурге педагогического института (1930), а затем — первым профессором ОГПИ (1930—1933).
Затем был на научной работе в Программно-методическом институте (1932—1937), Центральном НИИ педагогики при ВКИПе (1933—1937), НИИ школ НКП РСФСР (1938—1944), Институте теории и истории педагогики АПН РСФСР (1944—1967).
Василий Яковлевич жил в Москве, он умер 18 июля 1967 года. Похоронен на Головинском кладбище.

## Награды
Награждён орденами СССР.